# Meckling
Meckling è una comunità non incorporata della contea di Clay, Dakota del Sud, Stati Uniti. Sebbene non tracciata dal Census Bureau.
Meckling fu progettata nel 1873 ed è intitolata a Jones S. Meckling, un impiegato delle ferrovia.
A causa del gran numero di aziende agricole che coltivano il foraggio, l'erba medica è diventata nota come la "capitale universale del fieno" (Hay Capital of the Universe). In questa fertile valle del fiume Missouri, nel sud-est del Dakota del Sud, il fieno di erba medica è certamente il raccolto preferito. Ogni agosto Meckling e la vicina città di Gayville, la capitale mondiale del fieno (Hay Capital of the World), ospitano le annuali Hay Days.
Nel 1972, la scuola locale chiuse e ai residenti fu permesso di scegliere tra i distretti scolastici di Gayville o Vermillion. Un paio di famiglie, scontenti di quelle scelte, fecero campagna per aggiungere un'altra selezione: Wakonda.
Recentemente il codice postale di Meckling è stato modificato nel codice postale di Vermillion, SD 57069.